# Лапы (гмина)
Ла́пы (пол. Łapy) — городско-сельская гмина (волость) в Польше, входит как административная единица в Белостокский повет Подляского воеводства. Население — 22 720 человек (на 2011 год).

## Демография
Данные по переписи 2011 года:
| Перепись            | Всего | Мужчины | Женщины |
| ------------------- | ----- | ------- | ------- |
| Всего               | 22720 | 11076   | 11644   |
| Городское население | 16200 | 7856    | 8344    |
| Сельское население  | 6520  | 3220    | 3300    |

## Сельские округа
1. Бокины
2. Данилово-Дуже
3. Данилово-Мале
4. Гонсувка-Олексин
5. Гонсувка-Оссе
6. Гонсувка-Скварки
7. Гонсувка-Сомахы
8. Лапы-Дембовина
9. Лапы-Колпаки
10. Лапы-Корчаки
11. Лапы-Лынки
12. Лапы-Плюсняки
13. Лапы-Шолайды
14. Нова-Лупянка
15. Плонка-Косьцельна
16. Плонка-Козлы
17. Плонка-Матыски
18. Плонка-Струмянка
19. Рошки-Влодки
20. Рошки-Водзки
21. Стара-Гонсувка
22. Лупянка-Стара
23. Ухово
24. Вулька-Ваневска

## Соседние гмины
1. Гмина Хорощ
2. Гмина Посвентне
3. Гмина Сураж
4. Гмина Туроснь-Косцельна
5. Гмина Соколы